# Amina J. Mohammed
Pour les articles homonymes, voir Amina Mohamed.
Amina J. Mohammed, née le 27 juin 1961, est une femme politique britannique et nigériane travaillant dans le domaine du développement et de l'environnement depuis plus de 30 ans, à la fois dans le secteur public et le secteur privé. Elle est notamment conseillère spéciale de Ban Ki-moon pour la planification du développement, puis ministre de l'environnement au Nigeria à partir de novembre 2015. Elle est vice-secrétaire générale des Nations unies depuis janvier 2017.

## Biographie
Amina Mohammed est née en 1961 à Liverpool, d'un père nigérian et d'une mère britannique. Elle a six enfants.
Entre 1981 et 1991, elle travaille pour l'entreprise Archcon Nigeria, une société d'ingénierie. En 1991, elle fonde le consortium Afri-Projets, une firme multidisciplinaire d'ingénieurs et de métreurs, dont elle est la directrice générale de 1991 à 2001. Elle est alors mariée à Kabir Az-Zubair, et est appelée Amina Az-Zubair,.
À partir de 2002, elle travaille comme conseillère principale auprès du président du Nigeria sur les objectifs du millénaire pour le développement, au sein du groupe de travail sur l'égalité des sexes et l'éducation de 2002 à 2005, puis sur  la conception et le développement des projets du gouvernement pour réduire la pauvreté dans le pays, et sur l'allègement de la dette,. Elle voit se succéder trois présidents, Olusegun Obasanjo, Umaru Yar'Adua, puis Goodluck Jonathan. Elle fonde ensuite et dirige le think tank Center for Development Policy Solutions, et en tant que professeur adjoint à l'université Columbia. 
Le 7 juin 2012, elle est nommée conseillère spéciale du secrétaire général des Nations unies Ban Ki-moon,.
Le 11 novembre 2015, elle est nommée ministre de l'environnement par le président nigérian Muhammadu Buhari. Elle siège également dans de nombreux comités consultatifs internationaux et des organismes tels que la Fondation Bill-et-Melinda-Gates ou le Conseil collaboratif pour la fourniture en eau et l'hygiène, rattaché aux Nations unies, qu'elle préside.
Le 15 décembre 2016, le secrétaire général des Nations unies élu, António Guterres, annonce qu'il la choisit comme vice-secrétaire générale,. Le 1er janvier 2017, elle succède à Jan Eliasson à ce poste.
En 2018, elle est listée parmi les 100 Women de la BBC.
Elle se rend pour l'ONU sur le front du séisme haïtien d'août 2021.